# Monument de la Dona del Pescador
El Monument de la Dona del Pescador és una escultura situada entre el Port d'en Perris i la Punta, al municipi de l'Escala (Alt Empordà). Col·locada el 1991, és una obra de Xavier Vila Mitjà, que representa una dona amb dues criatures mirant a l'horitzó per on ha de tornar el seu home en la barca.